# USS North Carolina (SSN-777)
El USS North Carolina (SSN-777) es un submarino nuclear de la clase Virginia.

## Construcción
Ordenado el 1 de septiembre de 1998, fue construido por General Dynamics Electric Boat. Fue colocada su quilla el 22 de mayo de 2004 y fue botado el 5 de mayo de 2006. Entró en servicio con la US Navy el 3 de mayo de 2008.

## Historia de servicio
Está asignado a la Flota del Pacífico y su apostadero es la base naval de Pearl Harbor (Hawái).

## Nombre
El nombre USS North Carolina honra al estado de Carolina del Norte.